# Racing Bart Mampaey

Логотип проекта

Racing Bart Mampaey (ранее — Juma Racing) — бельгийская автогоночная организация, известная как одно из подразделений марки BMW.
Штаб-квартира организации находится в Мехелене, Бельгия.
Компания выставляет свои машины в серии Deutsche Tourenwagen Masters.

## Общая информация
Проект создан в 1974 году бельгийцем Жульеном Мампаем под именем Juma Racing. Команда участвовала в различных региональных сериях и наиболее известна своими победами в суточном марафоне в Спа, где её пилоты были лучшими в 1977, 1982 и 1983 годах.
В 1994 году Барт Момпай отделился от команды отца, создав собственную организацию Team RBM. Первой серией, в которую заявился новый коллектив, стал один из местных монокубков BMW.
Команда постепенно набиралась опыта борьбы всё с более опытными соперниками и в 2002 году заявилась в ETCC. За несколько лет, при поддержке баварского концерна, команда доросла до равной борьбы с лидерами серии и в 2005 году, в последний сезон существования серии, её пилот Энди Приоль стал чемпионом Европы.
В 2005 году европейский туринг был преобразован в чемпионат мира. Бельгийцы остались в серии, но до предела уменьшили заявку, работая на постоянной основе лишь с машиной Приоля. Ход положительно сказался на результатах — три сезона гернсиец становился сильнейшим пилотом планеты. Постепенно преимущество баварской техники над конкурентами уменьшалось — в 2008 году её команды впервые проиграли титул, в 2010 году немецкая марка сократила своё присутствие в серии и единственной её командой была выбрана как раз RBM. Решение не оправдало себя и в очередной раз проиграв личный титул BMW свернула своё участие в серии. Следом за ними чемпионат покинул и Момпай.
В 2012 году BMW Team RBM вернулась в гонки. Баварцы подготовили новую машину под требования серии DTM и пришли туда тремя командами, одной из которых и стал коллектив Мампая. Пилотами были выбраны Энди Приоль и Августо Фарфус, работавшие с маркой ещё со времён мирового туринга.